# Superliga 2021-2022 (pallavolo femminile, Albania)
La Superliga 2021-2022, 76ª edizione della massima serie del campionato albanese femminile di pallavolo, si è svolta dall'8 ottobre 2021 al 7 maggio 2022: al torneo hanno partecipato otto squadre di club albanesi e la vittoria finale è andata per la settima volta allo Skënderbeu.

## Regolamento

### Formula
Le otto squadre partecipanti hanno disputato un girone all'italiana, con gare di andata e ritorno, per un totale di quattordici giornate; al termine della regular season:
- le squadre classificate ai primi sei posti hanno disputato i play-off, con le prime due classificate qualificate direttamente alle semifinali, strutturati con quarti di finale e semifinali giocati al meglio di due vittorie su tre gare e finale giocata al meglio delle tre vittorie su cinque gare
- la squadra settima classificata ha disputato uno fase di spareggio (play-out) con la seconda classificata della Kategoria 1, valevole per la permanenza in Superliga
- la squadra ultima classificata è stata retrocessa in Kategoria 1.

### Criteri di classifica
Se il risultato finale è stato di 3-0 o 3-1 sono stati assegnati 3 punti alla squadra vincente e 0 a quella sconfitta, se il risultato finale è stato di 3-2 sono stati assegnati 2 punti alla squadra vincente e 1 a quella sconfitta.

## Squadre partecipanti
| Club             | Stagione | Città   | Impianto              | Stagione precedente                             |
| ---------------- | -------- | ------- | --------------------- | ----------------------------------------------- |
| Apollonia        | dettagli | Valona  | Pallati i Sportit     | 3ª in Grupi A1 (girone A).                      |
| Barleti          | dettagli | Tirana  | Feti Borova           | 1ª in Grupi A1 (girone A); semifinali play-off. |
| Flamurtari       | dettagli | Valona  | Pallati i Sportit     | 4ª in Grupi A1 (girone A).                      |
| Lushnja          | dettagli | Lushnjë | Palestra Farka Volley | 4ª in Grupi A1 (girone B).                      |
| Partizani Tirana | dettagli | Tirana  | Asllan Rusi           | 2ª in Grupi A1 (girone B); Campione d'Albania.  |
| Skënderbeu       | dettagli | Coriza  | Tamara Nicolla        | 3ª in Grupi A1 (girone B).                      |
| Tirana           | dettagli | Tirana  | Farie Hoti            | 1ª in Grupi A1 (girone B); finale play-off.     |
| Vllaznia         | dettagli | Scutari | Qazim Dervishi        | 2ª in Grupi A1 (girone A); semifinali play-off. |

## Torneo

### Regular season

#### Risultati
| Prima giornata |                        |     |                     |
|                |                        |     |                     |
| 08-10          | Lushnja - Tirana       | 0-3 | 18-25, 17-25, 21-25 |
| 09-10          | Skenderbeu - Apollonia | 3-0 | 25-14, 25-6, 25-15  |
| 08-10          | Partizani - Flamurtari | 3-0 | 25-4, 25-20, 25-11  |
| 08-10          | Vllaznia - Barleti     | 3-0 | 25-14, 25-21, 25-23 |

| Seconda giornata |                        |     |                            |
|                  |                        |     |                            |
| 15-10            | Tirana - Barleti       | 1-3 | 25-17, 14-25, 25-27, 14-25 |
| 17-10            | Flamurtari - Vllaznia  | 1-3 | 25-23, 15-25, 18-25, 15-25 |
| 15-10            | Skenderbeu - Partizani | 3-0 | 25-4, 25-20, 25-18         |
| 17-10            | Lushnja - Apollonia    | 0-3 | 23-25, 25-27, 18-25        |

| Terza giornata |                       |     |                     |
|                |                       |     |                     |
| 24-10          | Tirana - Apollonia    | 3-0 | 25-15, 25-14, 25-13 |
| 22-10          | Partizani - Lushnja   | 3-0 | 25-10, 25-14, 25-14 |
| 22-10          | Vllaznia - Skenderbeu | 0-3 | 17-25, 16-25, 7-25  |
| 24-10          | Barleti - Flamurtari  | 3-0 | 25-13, 25-18, 25-17 |

| Quarta giornata |                       |     |                            |
|                 |                       |     |                            |
| 31-10           | Tirana - Flamurtari   | 3-0 | 25-9, 25-12, 25-5          |
| 29-10           | Skenderbeu - Barleti  | 3-0 | 25-13, 25-17, 25-18        |
| 31-10           | Lushnja - Vllaznia    | 1-3 | 18-25, 23-25, 25-19, 23-25 |
| 29-10           | Partizani - Apollonia | 3-0 | 25-19, 25-15, 25-15        |

| Quinta giornata |                         |     |                            |
|                 |                         |     |                            |
| 05-11           | Partizani - Tirana      | 1-3 | 27-25, 13-25, 17-25, 19-25 |
| 05-11           | Vllaznia - Apollonia    | 3-1 | 23-25, 25-22, 25-14, 25-20 |
| 07-11           | Barleti - Lushnja       | 3-1 | 28-30, 25-13, 25-12, 25-18 |
| 07-11           | Flamurtari - Skenderbeu | 0-3 | 9-25, 7-25, 12-25          |

| Sesta giornata |                      |     |                                   |
|                |                      |     |                                   |
| 12-11          | Tirana - Skenderbeu  | 0-3 | 22-25, 13-25, 25-27               |
| 14-11          | Lushnja - Flamurtari | 3-0 | 25-18, 25-18, 25-21               |
| 14-11          | Barleti - Apollonia  | 3-0 | 25-11, 25-15, 25-16               |
| 12-11          | Partizani - Vllaznia | 2-3 | 23-25, 18-25, 25-17, 25-16, 16-18 |

| Settima giornata |                        |     |                            |
|                  |                        |     |                            |
| 19-11            | Vllaznia - Tirana      | 0-3 | 25-27, 21-25, 22-25        |
| 19-11            | Barleti - Partizani    | 3-1 | 25-14, 23-25, 25-22, 25-13 |
| 24-11            | Flamurtari - Apollonia | 0-3 | 18-25, 10-25, 18-25        |
| 19-11            | Skenderbeu - Lushnja   | 3-0 | 25-13, 25-13, 25-14        |

| Ottava giornata |                        |     |                     |
|                 |                        |     |                     |
| 04-02           | Tirana - Lushnja       | 3-0 | 25-9, 25-0, 25-0    |
| 06-02           | Apollonia - Skenderbeu | 0-3 | 10-25, 9-25, 10-25  |
| 06-02           | Flamurtari - Partizani | 0-3 | 22-25, 6-25, 8-25   |
| 04-02           | Barleti - Vllaznia     | 3-0 | 25-11, 25-15, 25-19 |

| Nona giornata |                        |     |                            |
|               |                        |     |                            |
| 11-02         | Barleti - Tirana       | 0-3 | 15-25, 19-25, 14-25        |
| 13-02         | Vllaznia - Flamurtari  | 3-0 | 25-11, 25-14, 27-25        |
| 11-02         | Partizani - Skenderbeu | 1-3 | 15-25, 19-25, 25-15, 14-25 |
| 13-02         | Apollonia - Lushnja    | 0-3 | 16-25, 15-25, 18-25        |

| Decima giornata |                       |     |                     |
|                 |                       |     |                     |
| 23-02           | Apollonia - Tirana    | 0-3 | 14-25, 6-25, 9-25   |
| 20-02           | Lushnja - Partizani   | 0-3 | 18-25, 24-26, 14-25 |
| 22-02           | Skenderbeu - Vllaznia | 3-0 | 25-19, 25-16, 25-15 |
| 20-02           | Flamurtari - Barleti  | 0-3 | 14-25, 12-25, 18-25 |

| Undicesima giornata |                       |     |                            |
|                     |                       |     |                            |
| 09-03               | Flamurtari - Tirana   | 0-3 | 15-25, 10-25, 12-25        |
| 09-03               | Barleti - Skenderbeu  | 3-1 | 25-23, 18-25, 25-22, 25-23 |
| 25-02               | Vllaznia - Lushnja    | 3-0 | 25-19, 25-21, 25-17        |
| 25-02               | Partizani - Apollonia | 3-0 | 25-11, 25-15, 25-11        |

| Dodicesima giornata |                         |     |                            |
|                     |                         |     |                            |
| 11-03               | Tirana - Partizani      | 3-0 | 25-17, 25-22, 25-19        |
| 11-03               | Apollonia - Vllaznia    | 0-3 | 17-25, 18-25, 13-25        |
| 13-03               | Lushnja - Barleti       | 3-1 | 25-22, 25-21, 19-25, 25-12 |
| 13-03               | Skenderbeu - Flamurtari | 3-0 | 25-10, 25-11, 25-6         |

| Tredicesima giornata |                      |     |                     |
|                      |                      |     |                     |
| 17-03                | Skenderbeu - Tirana  | 3-0 | 25-16, 25-20, 25-23 |
| 16-03                | Flamurtari - Lushnja | 0-3 | 14-25, 14-25, 13-25 |
| 16-03                | Apollonia - Barleti  | 0-3 | 14-25, 14-25, 17-25 |
| 16-03                | Vllaznia - Partizani | 0-3 | 20-25, 10-25, 15-25 |

| Quattordicesima giornata |                        |     |                     |
|                          |                        |     |                     |
| 20-03                    | Tirana - Vllaznia      | 3-0 | 25-18, 25-16, 25-12 |
| 20-03                    | Partizani - Barleti    | 3-0 | 25-21, 25-20, 25-15 |
| 20-03                    | Apollonia - Flamurtari | 3-0 | 25-21, 25-21, 25-14 |
| 20-03                    | Lushnja - Skenderbeu   | 0-3 | 12-25, 19-25, 22-25 |

##### Classifica
| Pos. | Squadra          | Pt | G  | V  | P  | SV | SP | Ratio  | PF    | PS    | Ratio |
| ---- | ---------------- | -- | -- | -- | -- | -- | -- | ------ | ----- | ----- | ----- |
| 1.   | Skënderbeu       | 39 | 14 | 13 | 1  | 40 | 4  | 10,000 | 1 085 | 677   | 1,603 |
| 2.   | Tirana           | 33 | 14 | 11 | 3  | 34 | 10 | 3,400  | 1 049 | 741   | 1,416 |
| 3.   | Barleti          | 27 | 14 | 9  | 5  | 28 | 19 | 1,474  | 1 053 | 936   | 1,125 |
| 4.   | Partizani Tirana | 25 | 14 | 8  | 6  | 29 | 18 | 1,611  | 1 031 | 891   | 1,157 |
| 5.   | Vllaznia         | 23 | 14 | 8  | 6  | 24 | 23 | 1,043  | 987   | 1 015 | 0,972 |
| 6.   | Lushnja          | 12 | 14 | 4  | 10 | 14 | 31 | 0,452  | 856   | 1 027 | 0,833 |
| 7.   | Apollonia        | 9  | 14 | 3  | 11 | 10 | 33 | 0,303  | 713   | 1 016 | 0,702 |
| 8.   | Flamurtari       | 0  | 14 | 0  | 14 | 1  | 42 | 0,024  | 604   | 1 075 | 0,562 |

      Qualificata alle semifinali play-off.
      Qualificata ai quarti di finale play-off.
      Qualificata ai play-out.
      Retrocessa in I Kategoria.

### Play-off

#### Tabellone
|  | Quarti di finale | Quarti di finale | Quarti di finale | Quarti di finale | Quarti di finale |  |  | Semifinali | Semifinali       | Semifinali | Semifinali | Semifinali |   |   | Finale | Finale     | Finale | Finale | Finale | Finale | Finale |  |
|  |                  |                  |                  |                  |                  |  |  |            |                  |            |            |            |   |   |        |            |        |        |        |        |        |  |
|  | 3                | Partizani Tirana | 3                | 3                |                  |  |  |            |                  |            |            |            |   |   |        |            |        |        |        |        |        |  |
|  | 6                | Vllaznia         | 1                | 0                |                  |  |  | 1          | Skënderbeu       | 3          | 3          |            |   |   |        |            |        |        |        |        |        |  |
|  |                  |                  |                  |                  |                  |  |  | 5          | Partizani Tirana | 0          | 0          |            |   |   |        |            |        |        |        |        |        |  |
|  |                  |                  |                  |                  |                  |  |  |            |                  |            |            |            |   |   | 1      | Skënderbeu | 3      | 0      | 3      | 3      |        |  |
|  | 4                | Barleti          | 3                | 3                |                  |  |  |            |                  | 3          | Tirana     | 0          | 3 | 0 | 1      |            |        |        |        |        |        |  |
|  | 5                | Lushnja          | 0                | 0                |                  |  |  | 2          | Tirana           | 3          | 3          |            |   |   |        |            |        |        |        |        |        |  |
|  |                  |                  |                  |                  |                  |  |  | 3          | Barleti          | 0          | 0          |            |   |   |        |            |        |        |        |        |        |  |

#### Risultati

##### Quarti di finale
| Gara 1 |                      |     |                            |
|        |                      |     |                            |
| 23-03  | Barleti - Lushnja    | 3-0 | 25-19, 25-18, 25-18        |
| 23-03  | Partizani - Vllaznia | 3-1 | 22-25, 25-21, 25-15, 25-15 |

| Gara 2 |                      |     |                     |
|        |                      |     |                     |
| 27-03  | Lushnja - Barleti    | 0-3 | 22-25, 22-25, 15-25 |
| 27-03  | Vllaznia - Partizani | 0-3 | 17-25, 12-25, 20-25 |

##### Semifinali
| Gara 1 |                        |     |                     |
|        |                        |     |                     |
| 14-04  | Skenderbeu - Partizani | 3-0 | 25-11, 25-22, 25-22 |
| 14-04  | Tirana - Barleti       | 3-0 | 25-18, 25-12, 25-12 |

| Gara 2 |                        |     |                     |
|        |                        |     |                     |
| 17-04  | Partizani - Skenderbeu | 0-3 | 21-25, 12-25, 22-25 |
| 17-04  | Barleti - Tirana       | 0-3 | 16-25, 23-25, 20-25 |

##### Finale
| Gara 1 |                     |     |                     |
|        |                     |     |                     |
| 28-04  | Skenderbeu - Tirana | 3-0 | 27-25, 25-15, 25-21 |

| Gara 2 |                     |     |                     |
|        |                     |     |                     |
| 01-05  | Tirana - Skenderbeu | 3-0 | 25-18, 25-20, 26-24 |

| Gara 3 |                     |     |                     |
|        |                     |     |                     |
| 04-05  | Skenderbeu - Tirana | 3-0 | 27-25, 25-17, 25-22 |

| Gara 4 |                     |     |                            |
|        |                     |     |                            |
| 07-05  | Tirana - Skenderbeu | 1-3 | 19-25, 23-25, 26-24, 23-25 |

### Play-out

#### Risultati
| Gara 1 |                    |     |                     |
|        |                    |     |                     |
| 13-04  | Apollonia - Korabi | 3-0 | 25-16, 25-22, 25-21 |

| Gara 2 |                    |     |                     |
|        |                    |     |                     |
| 17-04  | Korabi - Apollonia | 0-3 | 20-25, 16-25, 23-25 |

## Statistiche
| Rendimento individuale | Rendimento individuale | Rendimento individuale | Rendimento individuale |
| Pos.                   | Nome                   | Punti                  | Squadra                |
| ---------------------- | ---------------------- | ---------------------- | ---------------------- |
| 1                      | Lorgeta Avdyli         | 234                    | Barleti                |
| 2                      | Anastasija Atepalina   | 223                    | Skënderbeu             |
| 3                      | Dayra Auramchyk        | 222                    | Skënderbeu             |
| 4                      | Elena Bego             | 205                    | Skënderbeu             |
| 5                      | Emirjeta Xhyliu        | 193                    | Lushnja                |
| 6                      | Antoneta Molla         | 176                    | Tirana                 |
| 7                      | Esmeralda Tuci         | 174                    | Vllaznia               |
| 8                      | Stela Agolli           | 172                    | Skënderbeu             |
| 9                      | Enkeleda Braho         | 169                    | Barleti                |
| 10                     | Paola Gjata            | 165                    | Skënderbeu             |

| Attacchi vincenti | Attacchi vincenti    | Attacchi vincenti | Attacchi vincenti |
| Pos.              | Nome                 | Punti             | Squadra           |
| ----------------- | -------------------- | ----------------- | ----------------- |
| 1                 | Dayra Auramchyk      | 194               | Skënderbeu        |
| 2                 | Lorgeta Avdyli       | 179               | Barleti           |
| 3                 | Emirjeta Xhyliu      | 176               | Lushnja           |
| 4                 | Elena Bego           | 175               | Skënderbeu        |
| 5                 | Antoneta Molla       | 156               | Tirana            |
| 6                 | Stela Agolli         | 154               | Skënderbeu        |
| 7                 | Enkeleda Braho       | 150               | Barleti           |
| 8                 | Anastasija Atepalina | 148               | Skënderbeu        |
| 9                 | Esmeralda Tuci       | 139               | Vllaznia          |
| 10                | Elisa Beshiri        | 138               | Partizani Tirana  |

| Muri vincenti | Muri vincenti        | Muri vincenti | Muri vincenti    |
| Pos.          | Nome                 | Punti         | Squadra          |
| ------------- | -------------------- | ------------- | ---------------- |
| 1             | Anastasija Atepalina | 54            | Skënderbeu       |
| 2             | Joana Kushi          | 28            | Partizani Tirana |
| 3             | Brisilda Hasanaj     | 27            | Lushnja          |
| 4             | Oltisia Beqiraj      | 24            | Apollonia        |
| 5             | Xeniya Kuryerova     | 23            | Skënderbeu       |
| 6             | Klavia Petëza        | 21            | Partizani Tirana |
| 7             | Xhenifer Pira        | 20            | Tirana           |
| 8             | Paola Gjata          | 19            | Skënderbeu       |
| 9             | Renee Oestreich      | 19            | Tirana           |
| 10            | Elsa Disha           | 18            | Barleti          |
| 10            | Iris Bardeli         | 18            | Vllaznia         |

| Battute vincenti | Battute vincenti     | Battute vincenti | Battute vincenti |
| Pos.             | Nome                 | Punti            | Squadra          |
| ---------------- | -------------------- | ---------------- | ---------------- |
| 1                | Xeniya Kuryerova     | 55               | Skënderbeu       |
| 2                | Lorgeta Avdyli       | 44               | Barleti          |
| 3                | Paola Gjata          | 29               | Skënderbeu       |
| 4                | Erina Kuqi           | 27               | Lushnja          |
| 5                | Anastasija Atepalina | 21               | Skënderbeu       |
| 5                | Kristela Capo        | 21               | Barleti          |
| 5                | Xhenifer Pira        | 21               | Tirana           |
| 5                | Esmeralda Tuci       | 21               | Vllaznia         |
| 9                | Elena Bego           | 20               | Skënderbeu       |
| 10               | Sarah Beci           | 19               | Vllaznia         |
| 10               | Asli Kocoglu         | 19               | Partizani Tirana |
| 10               | Klodeta Zhivani      | 19               | Vllaznia         |